# Valsta kyrka
Valsta kyrka är en kyrkobyggnad som tillhör Valsta församling som ingår i Märsta pastorat, Uppsala stift. Kyrkan ligger vid torget i centrum av bostadsområdet Valsta i Märsta.

## Kyrkobyggnaden
Kyrkan med församlingslokaler uppfördes efter ritningar av Nils Tesch och invigdes 14 september 1975 av ärkebiskop Olof Sundby. Kyrkorummet är inhyst i en nästan fristående byggnad som förbinds med församlingslokalerna i söder via en smal gång. Kyrkobyggnaden har ytterväggar av brunrött tegel och täcks av ett flackt tak. Från torget i väster finns huvudingången som leder in mot ett vapenhus. Väster om vapenhuset finns en sakristia och höger om vapenhuset ett väntrum. Vid kyrkans östra sida finns ett smalare, rakt avslutat kor. Under koret ligger en souterrängvåning. Kyrkorummet är indelat i tre skepp som skiljs åt av fyrsidiga kolonner. Innertaket är täckt med laserad träpanel och innerväggarna är av gråslammat tegel. Golvet är belagt med kalksten och har en fast bänkinredning. I koret finns ett podium med en nedsänkt dopgrav som är avsedd för olika samfund. Dopgraven är numera i så dåligt skick att den inte längre används. Kyrkan har ekumenisk inriktning och hyrs ofta ut.
På torget väster om kyrkan finns en fristående klockstapel.

## Inventarier
- Nuvarande altartavla är tillverkad år 2000 av Åke Westin och invigdes vid kyrkans 25-årsjubileum.
- En stor gobeläng "Blommande kors" av Maja Bernmark hänger på norra väggen. Fram till år 2000 hängde gobelängen på östra väggen ovanför altaret.
- Ett krucifix hänger på en av väggarna. Ovanför krucifixet hänger en stjärna.
- I södra sidoskeppet står en fyrsidig dopfunt av kalksten med fasade hörn.

### Orgel
- Orgeln med 19 stämmor och två manualer är byggd av Grönlunds Orgelbyggeri AB, Gammelstaden och invigd 1982. Orgeln är mekanisk med slejflådor och har ett tonomfång på 56/30. Fasaden är samtida med orgeln. Orgeln står i kyrkans norra del.

| Huvudverk I       | Svällverk II           | Pedal       | Koppel   |
| Principal 8'      | Fugara 8´              | Subbas 16´  | I/P      |
| Flauto amabile 8' | Rörflöjt 8'            | Hålflöjt 8´ | II/P     |
| Oktava 4'         | Italiensk principal 4' | Oktava 4'   | II/I     |
| Blockflöjt 4'     | Kvint 2 2⁄3'           | Fagott 16'  | II 16'/I |
| Oktava 2'         | Tvärflöjt 2'           |             |          |
| Mixtur IV         | Ters 1 3⁄5'            |             |          |
| Trumpet 8'        | Scharf III             |             |          |
|                   | Oboe 8'                |             |          |
|                   | Tremulant              |             |          |
|                   | Crescendosvällare      |             |          |

## Galleri

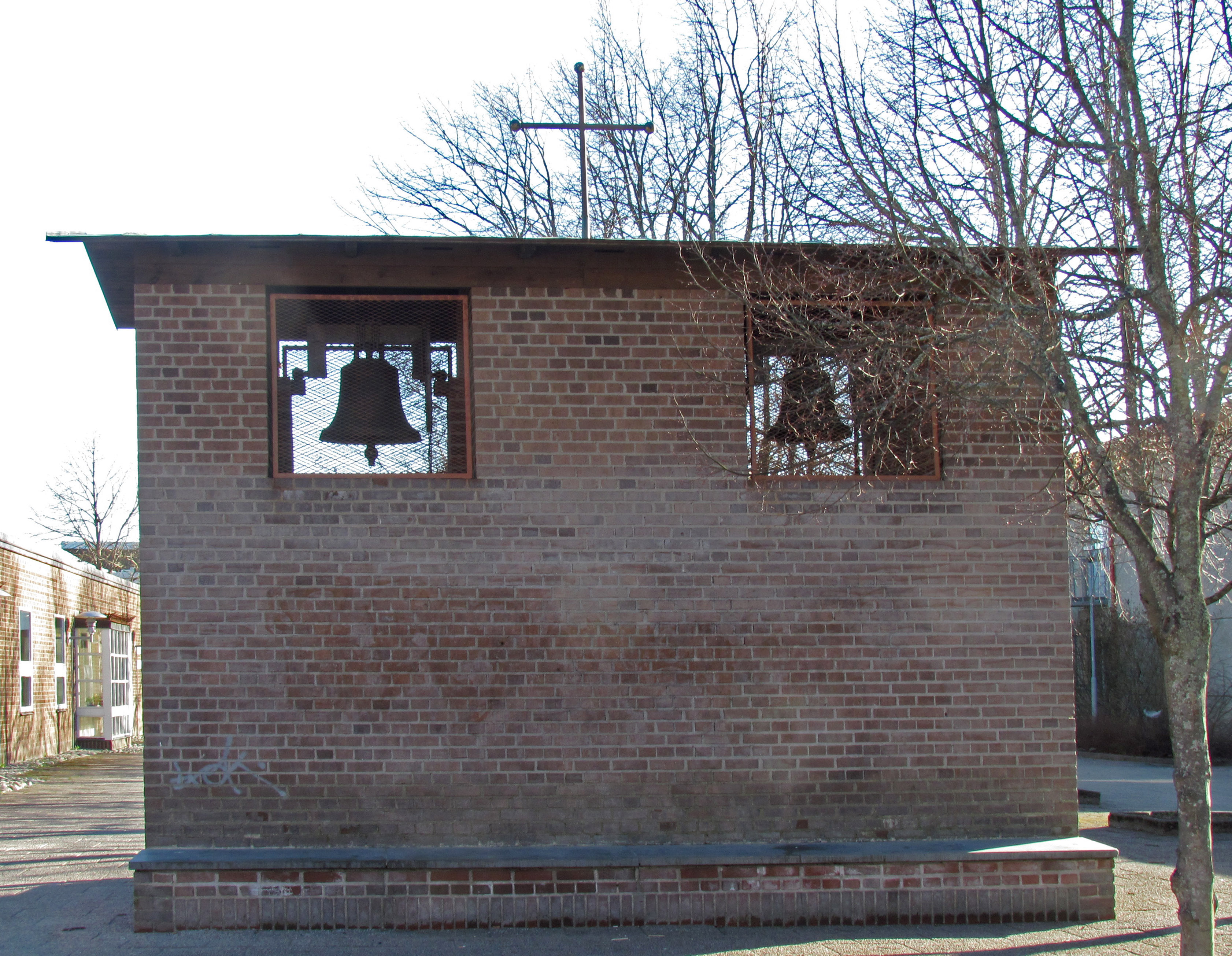
Klockstapeln
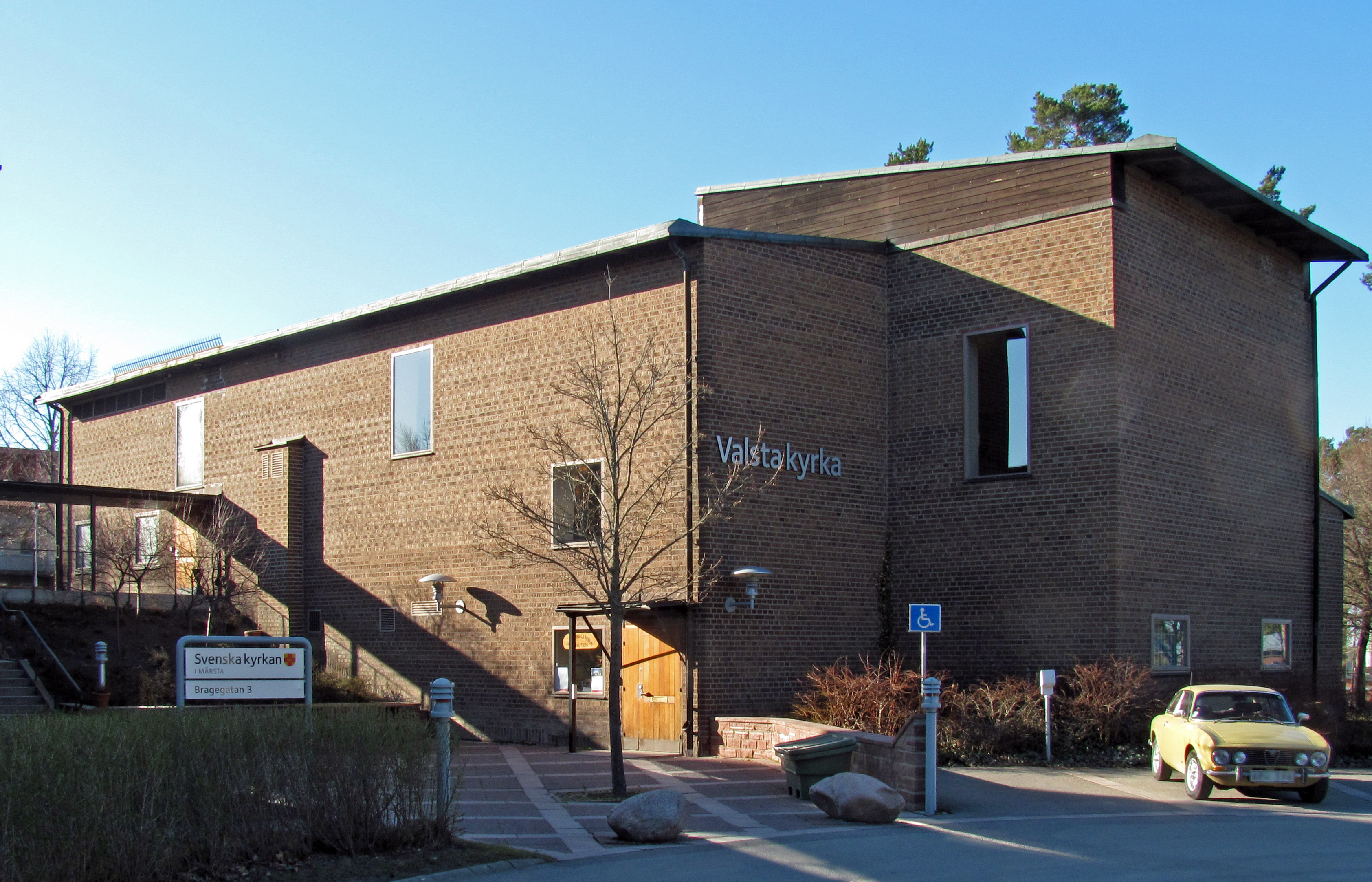
Kyrkan från sydost
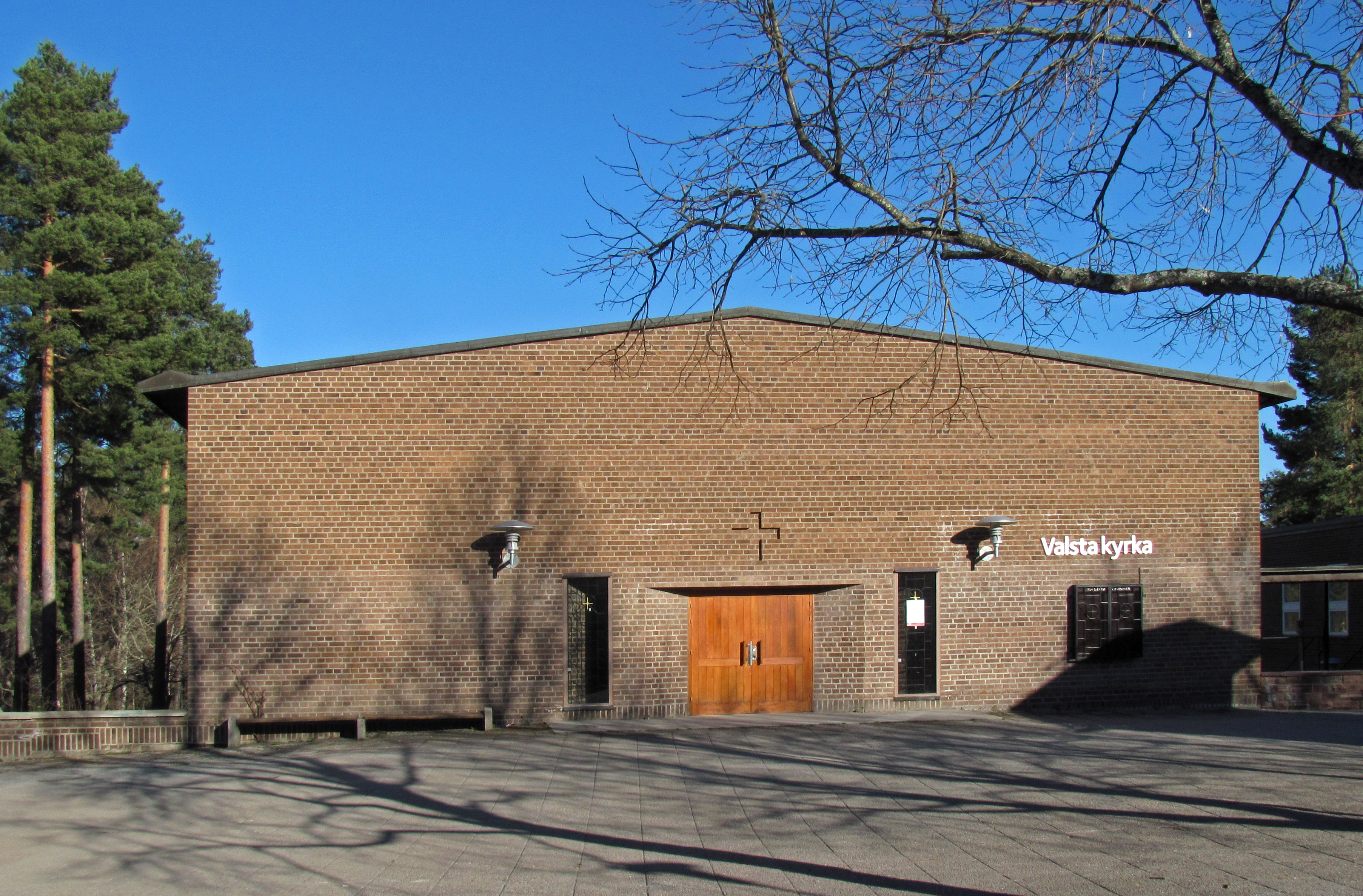
Västra fasaden
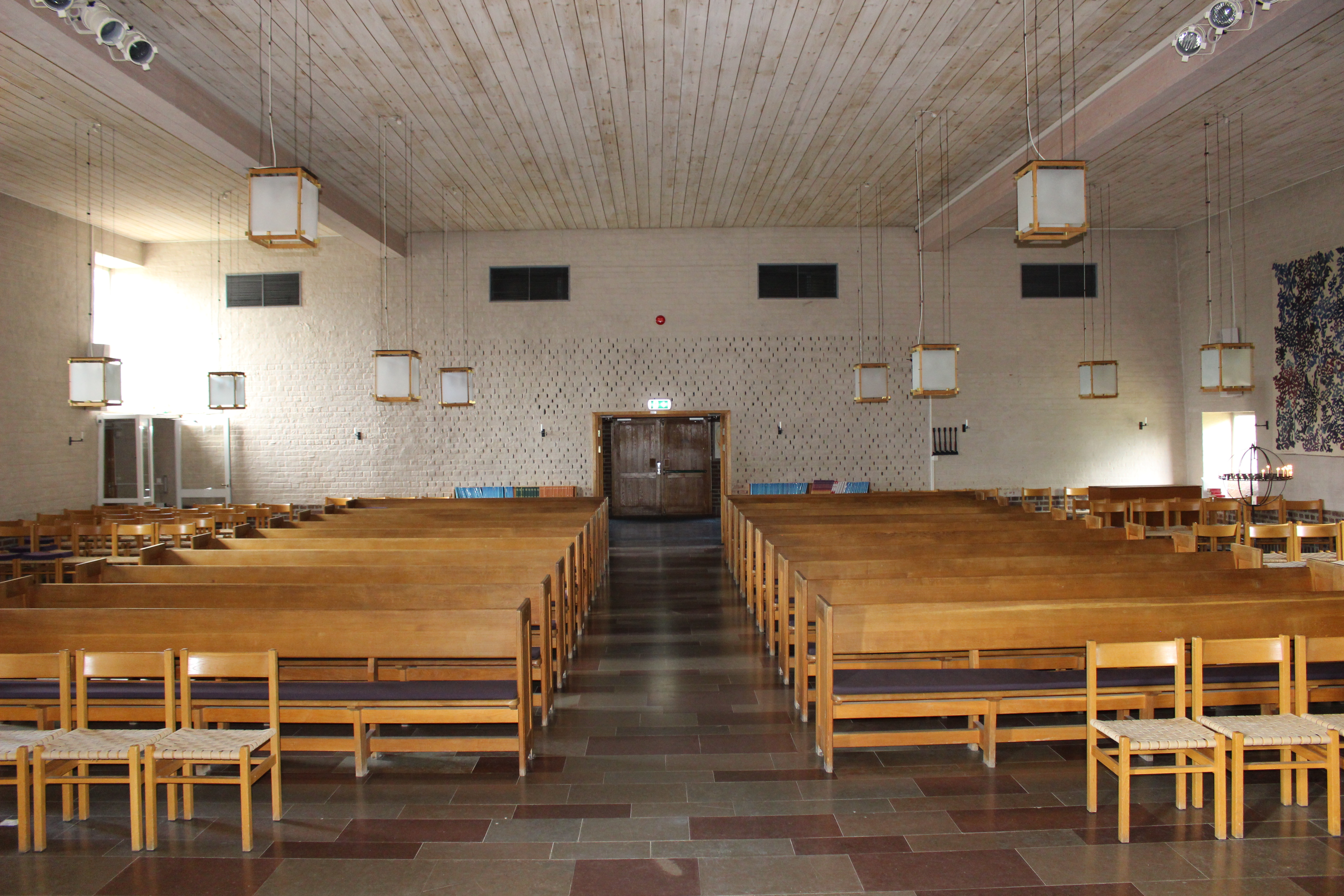
Kyrkorum mot ingång

### Webbkällor
- anläggningspresentation
- Svenska kyrkan i Märsta